# グライスドルフ - ヴァイツ州営線
グライスドルフ - ヴァイツ州営線（ドイツ語;Landesbahn Gleisdorf–Weiz）は、シュタイアーマルク州営鉄道の鉄道線の名称である。路線番号は531。

## 運行形態[1]
全て各駅停車。平日は一時間に1-2本、土曜日は2時間に1本の運行で、休日は運休する。平日のみ一日6往復が530号線に直通する。
2019年以前はヴァイツ方面が、2018年以前は上下とも、運行間隔が一定していなかった。2022年度以前は、土曜日の本数が一日7往復であった。

## 駅一覧
以下では、オーストリア国鉄532号線の駅と営業キロ、停車列車、接続路線などを一覧表で示す。
| 路線名 | 駅名                                         | 駅間営業キロ | 累計営業キロ | 接続路線 | 所在地               | 所在地     |
| ------ | -------------------------------------------- | ------------ | ------------ | -------- | -------------------- | ---------- |
| 531    | グライスドルフ駅                             | -            | 0.0          | 530号線  | シュタイアーマルク州 | ヴァイツ郡 |
| 531    | グライスドルフ西駅                           | 0.9          | 0.9          |          | シュタイアーマルク州 | ヴァイツ郡 |
| 531    | アルバースドルフ駅                           | 2.0          | 2.9          |          | シュタイアーマルク州 | ヴァイツ郡 |
| 531    | ヴォルスドルフ駅                             | 1.6          | 4.5          |          | シュタイアーマルク州 | ヴァイツ郡 |
| 531    | ザンクト・ループレヒト・アン・デア・ラープ駅 | 2.3          | 6.8          |          | シュタイアーマルク州 | ヴァイツ郡 |
| 531    | ウンターフラドニッツ駅                       | 3.1          | 9.9          |          | シュタイアーマルク州 | ヴァイツ郡 |
| 531    | ヴァイツ・プレーディンク駅                   | 3.0          | 12.9         |          | シュタイアーマルク州 | ヴァイツ郡 |
| 531    | ヴァイツ・インターシュパー駅                 | 0.8          | 13.7         |          | シュタイアーマルク州 | ヴァイツ郡 |
| 531    | ヴァイツ駅                                   | 1.1          | 14.8         |          | シュタイアーマルク州 | ヴァイツ郡 |
| 531    | ヴァイツ停留所（2016年6月廃止）              |              | (15.2)       |          | シュタイアーマルク州 | ヴァイツ郡 |
| 531    | ヴァイツ中央駅(*1)                           | 0.6          | 15.4         |          | シュタイアーマルク州 | ヴァイツ郡 |
| 531    | ヴァイツ北駅(*1)                             | 0.4          | 15.8         |          | シュタイアーマルク州 | ヴァイツ郡 |

(*1): 2018年9月10日開業。